# 中村和彦 (社会福祉学者)
中村 和彦（なかむら かずひこ、1965年 - ）は、日本の社会福祉学者。学位は、博士（社会福祉学）（龍谷大学・2005年）。北星学園大学学長。
札幌市民生局児童相談所児童生活指導員、札幌デイケアセンター精神医学ソーシャルワーカー、白石医療福祉サービスセンターソーシャルワーカー、札幌社会福祉専門学校（現せいとく介護こども福祉専門学校）教諭、広島文教女子大学人間科学部助教授、北海道浅井学園大学人間福祉学部講師、浅井学園大学人間福祉学部助教授、北星学園大学社会福祉学部准教授などを歴任した。

## 経歴
- 1987年 北星学園大学文学部社会福祉学科卒業
- 1988年 財団法人北海道精神保健推進協会札幌デイケアセンター精神医学ソーシャルワーカー
- 1995年 白石医療福祉サービスセンターソーシャルワーカー
- 1997年 北星学園大学大学院文学研究科社会福祉学専攻修士課程修了。札幌社会福祉専門学校教諭
- 2000年 広島文教女子大学人間科学部専任講師[3]
- 2003年 同人間科学部助教授
- 2004年 龍谷大学大学院社会学研究科社会福祉学専攻博士課程単位取得満期退学
- 2005年 浅井学園大学人間福祉学部助教授
- 2006年 北星学園大学大学院社会福祉学研究科助教授・同社会福祉学部助教授
- 2007年 同大学院社会福祉学研究科准教授・同社会福祉学部准教授
- 2009年 北星学園大学大学院社会福祉学研究科教授・社会福祉学部教授
- 2012年 同福祉臨床学科長
- 2016年 カナダ・ダルハウジー大学客員教授
- 2021年 北星学園大学副学長[4]
- 2024年 北星学園大学学長

## 研究領域
精神障害者の生活支援とソーシャルワーク実践に関する研究やソーシャルワーク実践教育の展開過程に関する研究、エビデンスに基づくソーシャルワーク実践に関する研究など多岐に渡る。

## 著書
- 『精神障害者福祉とソーシャルワーク実践－精神保健福祉士の業務と役割－』(北大路書房、2002年)
- 『ソーシャルワークと生活支援方法のトレーニング』(中央法規出版、2005年)など